# Deutscher Werkbund

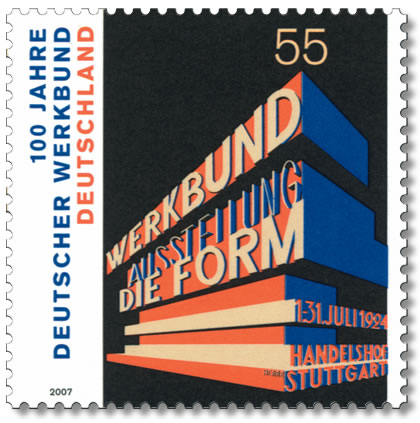
Centenaire du Deutscher Werkbund : timbre de 2007 reprenant l'affiche de Richard Herre pour l’exposition de 1924 « La Forme ».

Le Deutscher Werkbund ("Union de l'œuvre allemande") est une association d'artistes, d'architectes, d'entrepreneurs et d'artisans, fondée en 1907 à Munich par Hermann Muthesius, qui visait la promotion de l'innovation dans les arts appliqués et l'architecture. 

## Genèse du Deutscher Werkbund
Au départ du projet on trouve l'association de douze industriels et d'une douzaine d'artistes dont Peter Behrens, Paul Renner, Richard Riemerschmid, Henry van de Velde. Ils s'allient dans le but de concilier industrie, modernité et esthétique, cherchant à donner, en quelque sorte, un titre plus gratifiant à l'industrie. La notion d'esthétique industrielle est mise en avant, comme le montrent les objectifs et la philosophie du mouvement : « Choisir les meilleurs représentants des arts, de l'industrie, des métiers et du commerce ; coordonner tous les efforts vers la réalisation de la qualité dans la production industrielle, créer un centre de ralliement pour tous ceux qui ont la capacité et la volonté de faire des produits de qualité [...]. Il n'y a pas de frontière fixe entre l'outil et la machine. Des œuvres de qualité peuvent être créées indifféremment à l'aide d'outils et de machines dès l'instant que l'homme se rend maître de la machine et en fait un outil. »

## Présidents
| - 1907–1909: Theodor Fischer - 1909–1919: Peter Bruckmann - 1919–1921: Hans Poelzig - 1921–1926: Richard Riemerschmid - 1926–1932: Peter Bruckmann (1932 Ehrenvorsitzender) - 1932–1933: Ernst Jäckh - 1933–1935: Carl Christoph Lörcher - 1935–1938: Hermann Gretsch - 1950–1963: Hans Schwippert - 1963–1964: Otto Haupt - 1964–1969: Adolf Arndt - 1969–1973: Hans Paul Bahrdt - 1973–1976: Julius Posener - 1976–1983: Lucius Burckhardt - 1983–1985: Anna Teut | - 1985–1996: Hermann Glaser - 1996–1999: Peter Zlonicky - 1999–2006: Hans Rudolf Güdemann - 2006–2008: Bernd Sikora - 2008: Hans-Jörg Oehm - 2009: Dieter Koppe - 2010: Roland Günter - 2011: Ulf Kilian - 2012: Marlen Dittmann - 2013: Maria Pfitzner - 2014: Babett Börner - 2015: Mark Linnemann - 2016: Paul Kahlfeld - 2017–2023: Christian Böhm - seit 2023: Jan R. Krause |

## Parmi les membres
- Konrad Adenauer
- Otl Aicher
- Willi Baumeister
- Adolf Behne
- Peter Behrens
- Hendrik Petrus Berlage
- Dominikus Böhm
- Paul Bonatz
- Fritz August Breuhaus de Groot
- Charles Crodel
- Carl Otto Czeschka
- Egon Eiermann
- August Endell
- Lyonel Feininger
- Theodor Fischer
- Ruth Hildegard Geyer-Raack
- Ludwig Gies
- Walter Gropius
- Hugo Häring
- Theodor Heuss
- Lucy Hillebrand
- Georg Hirth
- Margarete Junge
- Gertrud Kleinhempel
- Margarete Knüppelholz-Roeser
- Moissey Kogan
- Hugo Kükelhaus
- Carl Langhein
- Hans Leistikow
- El Lissitzky
- Hans Luckhardt
- Wassili Luckhardt
- Richard Luksch
- Gerhard Marcks
- Ewald Mataré
- Ernst May
- Erich Mendelsohn
- Ludwig Mies van der Rohe
- Bruno Möhring
- Georg Muche
- Anna Muthesius
- Hermann Muthesius
- Friedrich Naumann
- Karl Ernst Osthaus
- Bernhard Pankok
- Bruno Paul
- Max Pechstein
- Hans Poelzig
- Julius Posener
- Adolf Rading
- Dieter Rams
- Walther Rathenau
- Lilly Reich
- Albert Renger-Patzsch
- Paul Renner
- Richard Riemerschmid
- Werner Ruhnau
- Hans Scharoun
- Otto Schily
- Hugo Schmölz
- Rudolf Alexander Schröder
- Fritz Schumacher
- Margarete Schütte-Lihotzky
- Emmy Seyfried
- Anton Stankowski
- Gustav Stresemann
- Bruno Taut
- Max Taut
- Heinrich Tessenow
- Otto Ubbelohde
- Henry van de Velde
- Heinrich Vogeler
- Wilhelm Wagenfeld
- Otto Wagner
- Else Wenz-Viëtor
- Edward Weston
- Georg Wrba
- Berta Zuckerkandl